# Peter Voß fragt
Peter Voß fragt, ehemals Bühler Begegnungen, war eine zwischen 1992 und 2016 ausgestrahlte Gesprächs-Fernsehsendung mit einer Länge zwischen 45 und 60 Minuten, die von 3sat ausgestrahlt und vom SWR produziert wurde. Peter Voß, von 1997 bis 2007 SWR-Intendant, moderierte von 1996 bis 2016 die meist gesellschaftspolitischen Gespräche mit jeweils einem Gast.
Die Sendung wurde 1992 erstmals unter dem Titel  Bühler Begegnungen ausgestrahlt und zunächst von Werner Höfer, Fritz Pleitgen und Lothar Loewe moderiert. In den ersten Jahren wurde sie im Hotel Bühlerhöhe vor Publikum aufgezeichnet; spätere Sendungen entstanden ohne Zuschauer im Studio. Das letzte Gespräch wurde am 18. Dezember 2016 ausgestrahlt; Gast war Henryk M. Broder.
Peter Voß führte außerdem durch die zwei im Stil ähnliche Reihen Lauter schwierige Patienten und Was taugen unsere Klassiker? mit Marcel Reich-Ranicki als permanentem Gesprächspartner.

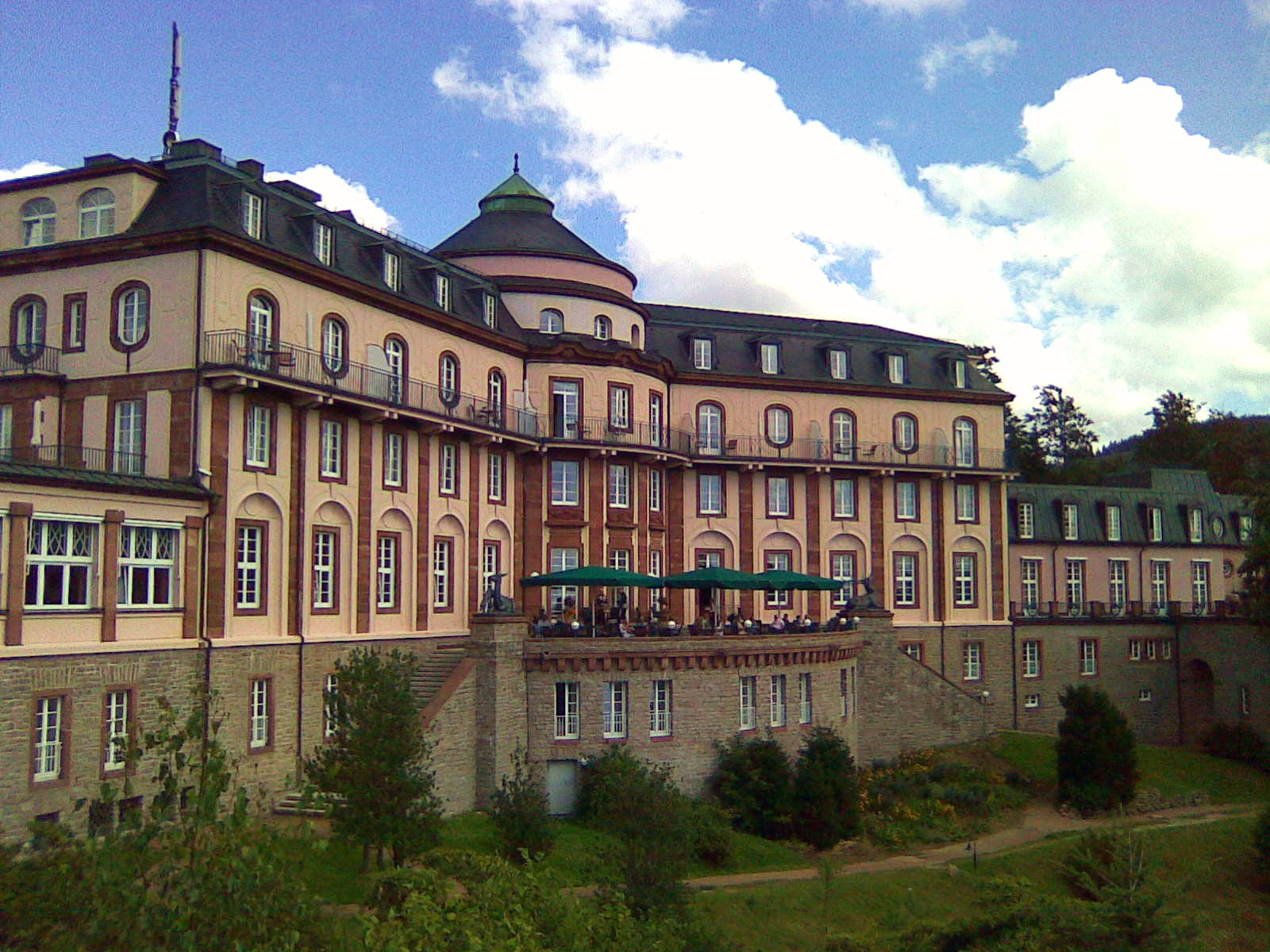
Erster namensgebender Aufzeichnungsort: Hotel Bühlerhöhe

## Trivia
Die Sendung sorgte 2001 im Zusammenhang mit der Feier des 60. Geburtstages von Peter Voß am damaligen Aufzeichnungsort Hotel Bühlerhöhe für Schlagzeilen. Der SWR hatte damals mehr als 100 Gäste in das Schlosshotel geladen und habe dabei die Feier rechtswidrig mit einem Kompensationsgeschäft über die Raummiete für die Fernsehaufzeichnung beglichen. Der SWR wies die Vorwürfe zurück. Die Staatsanwaltschaft ermittelte dennoch in diesem Zusammenhang gegen SWR-Mitarbeiter und gegen Peter Voß. Anfang 2006 wurde die Aufzeichnung von der Bühlerhöhe nach Bühl verlegt. Die Staatsanwaltschaft hatte das Verfahren gegen Intendant Voß im Juli 2006 eingestellt. Anfang 2007 wurde der ehemalige Fernsehdirektor des SWR, Christof Schmid, sowie der ehemalige Direktor der Bühlerhöhe zu einer Geldstrafe durch das Amtsgericht Baden-Baden verurteilt. Schmid sollte wegen Untreue 18.000 Euro zahlen.